# Vodník (mythisch wezen)
De vodník is een personage uit de Slavische mythologie.
Wanneer een persoon van het mannelijk geslacht, jongen of man, verdronk in een meer of vijver, veranderde zijn ziel in een 'vodník' of watergeest. Een 'vodník' was groen van kleur, opgeblazen als een kikker, maar vooral eng en onvriendelijk: omdat hij niet in staat was zijn verdrinkingsdood te verwerken, nam hij het op tegen de rest van de mensheid. Als je in zijn water zwom sleurde hij je mee de diepte in zodat je hem tot in de eeuwigheid gezelschap moest houden.
Toch kon je een 'vodník' te vriend houden door je hoofddeksel af te nemen wanneer je aan zijn water voorbij kwam. Je moest hem ook groeten met respect en met een vriendelijke, opgewekte stem. Als je géén hoofddeksel droeg, maar in elk geval wanneer je in zijn water ging vissen, kon je hem maar best een vis aanbieden, want anders scheurde hij je visnet aan flarden, of erger, bracht hij je boot tot zinken.
Onder meer Antonín Dvořák maakte een werk geïnspireerd op dit wezen, zie Vodník (symfonisch gedicht).

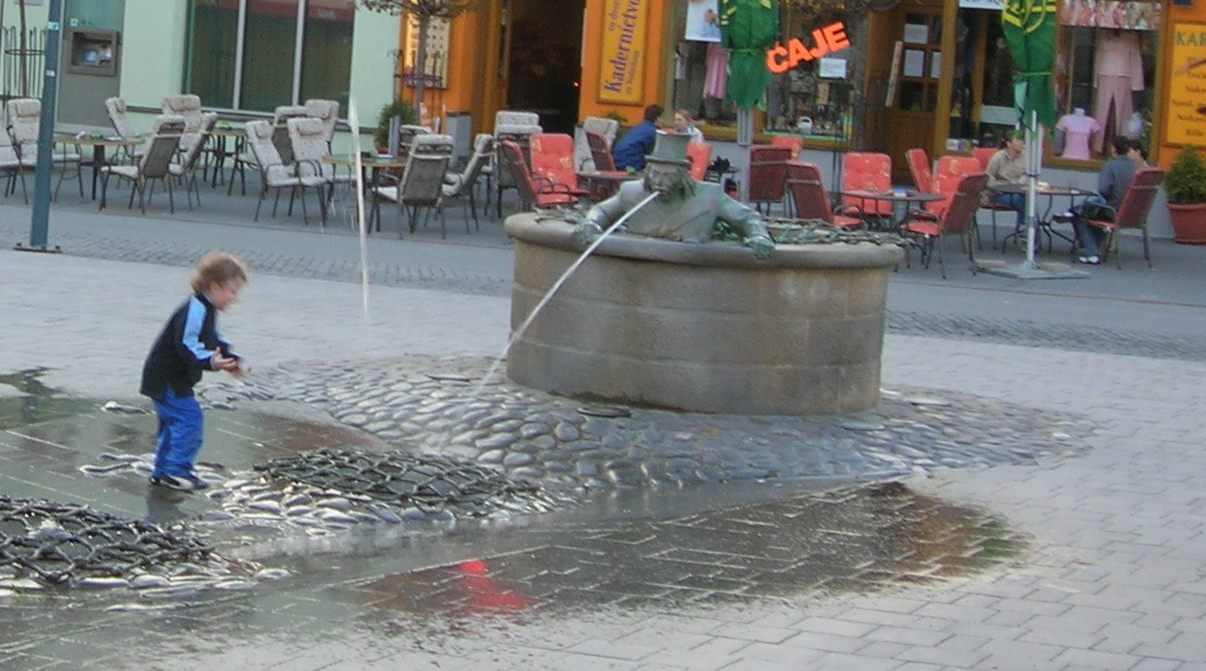
Vodníkfontein
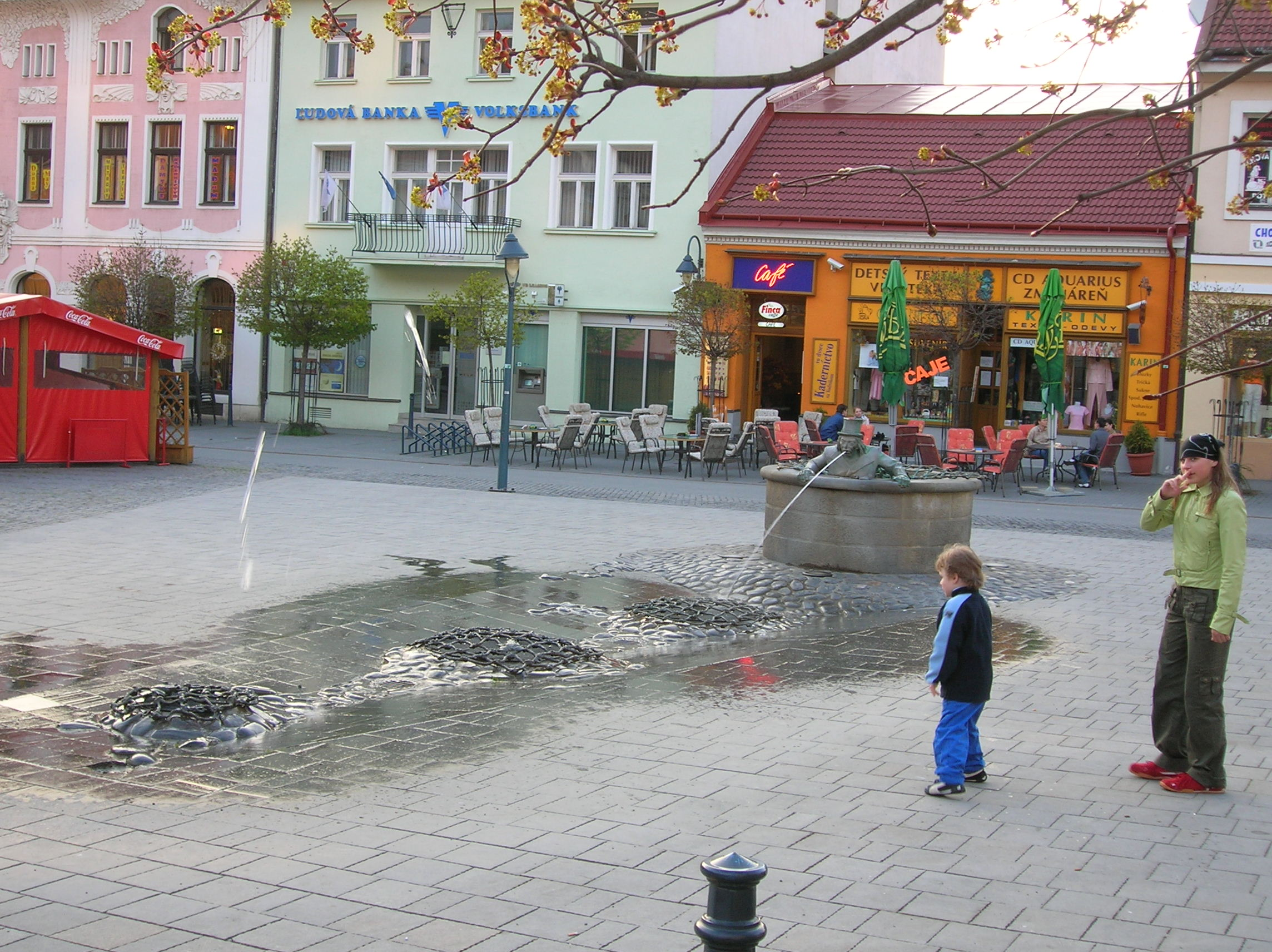
Vodníkfontein
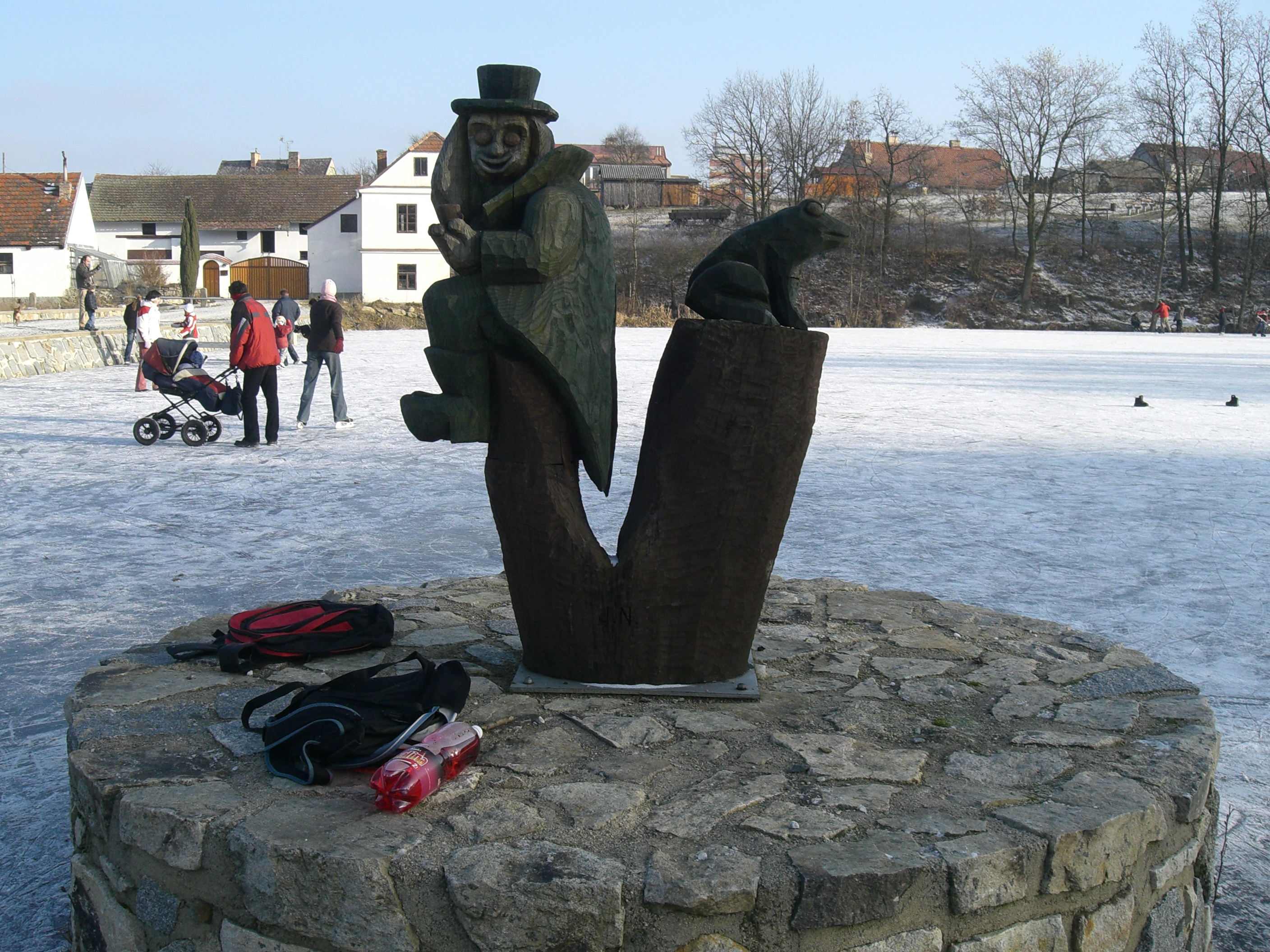
Vodník in een vijver
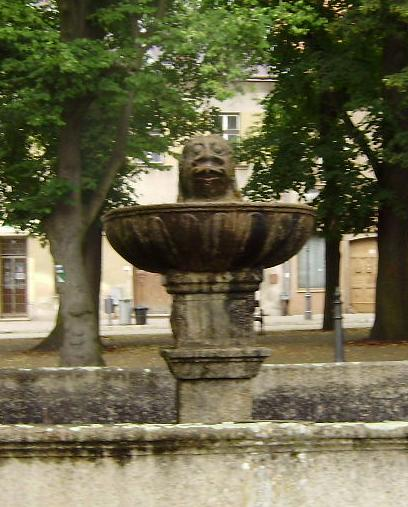
Vodníkfontein
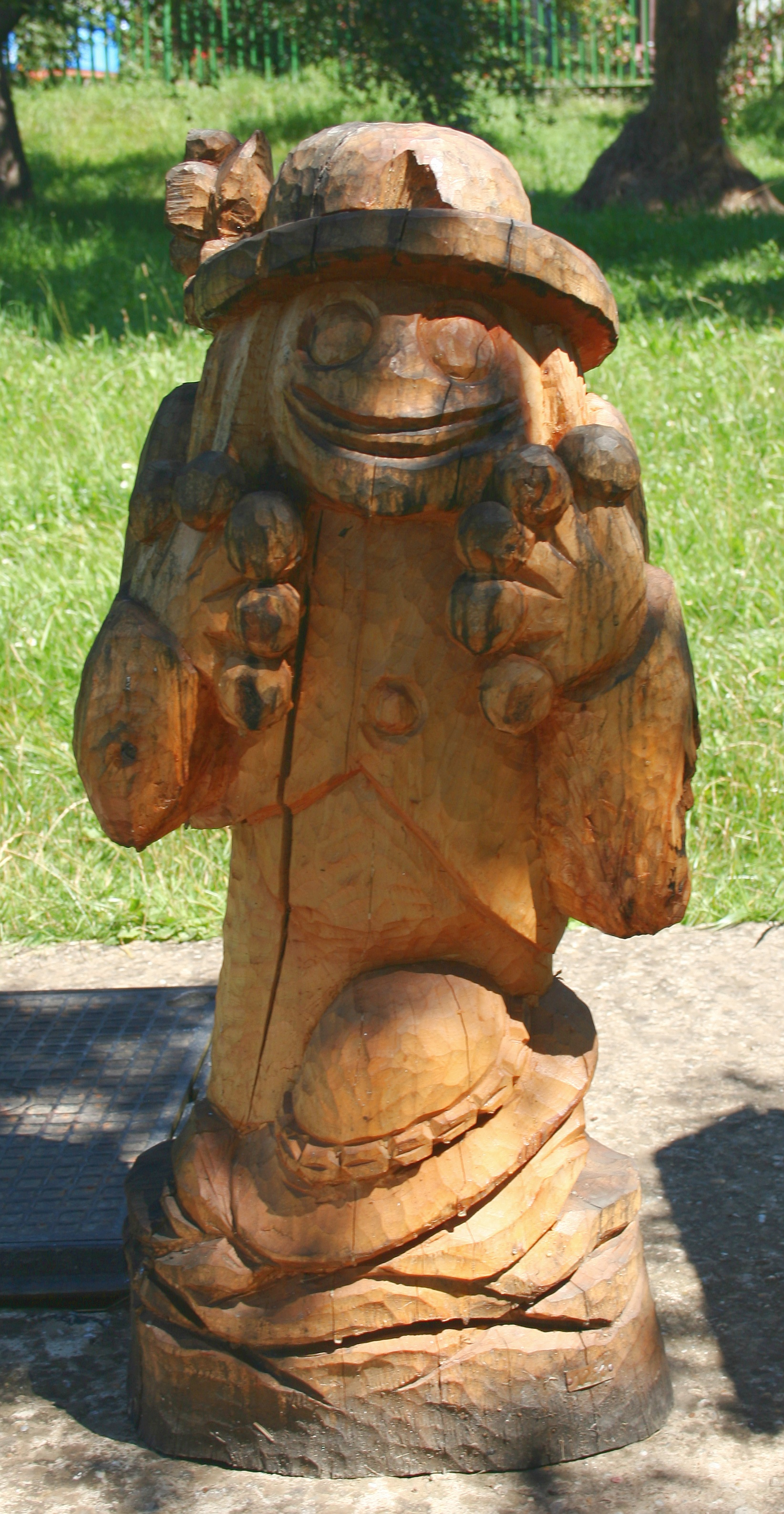
Vodník
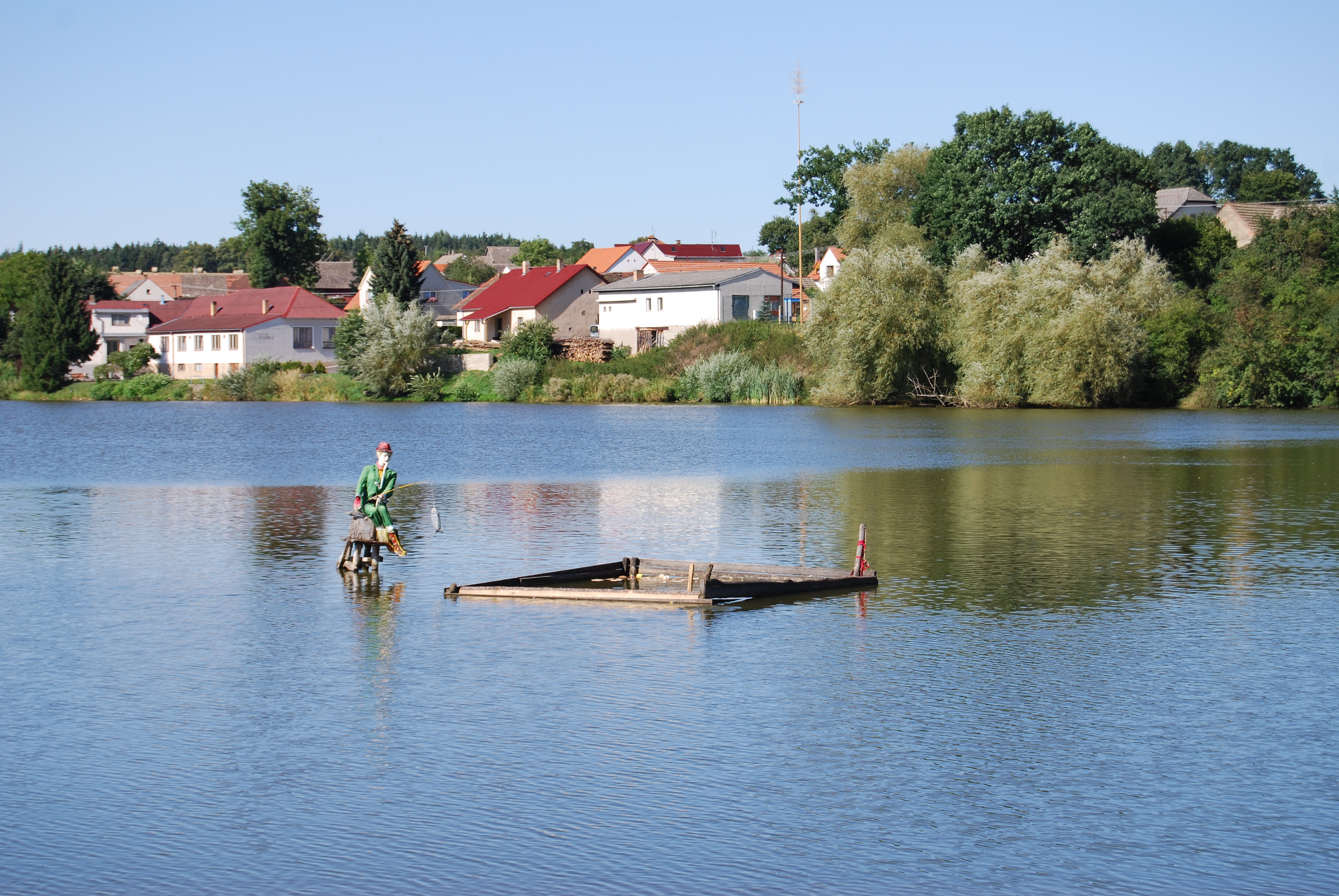
Vodník
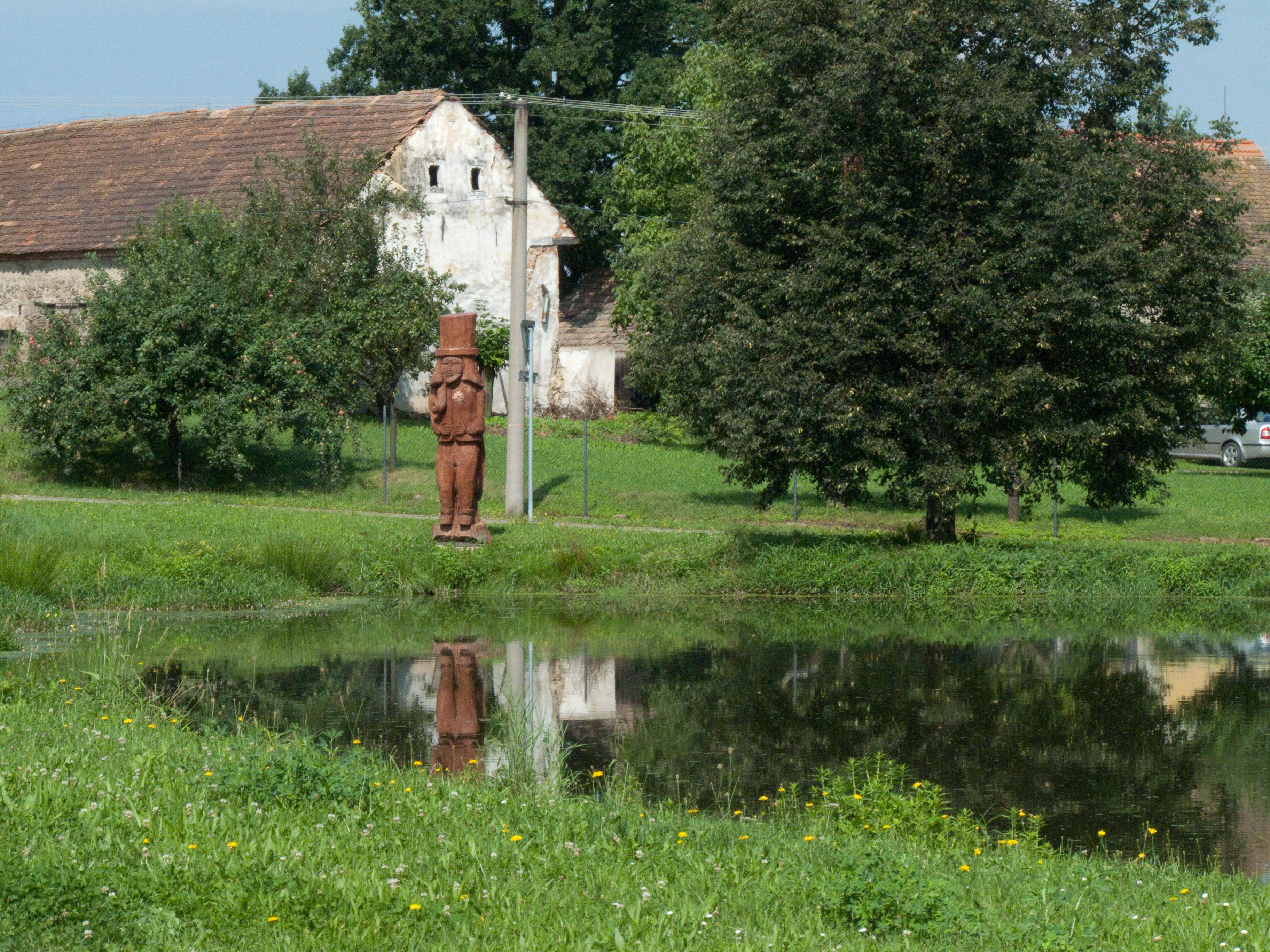
Žabovřesky
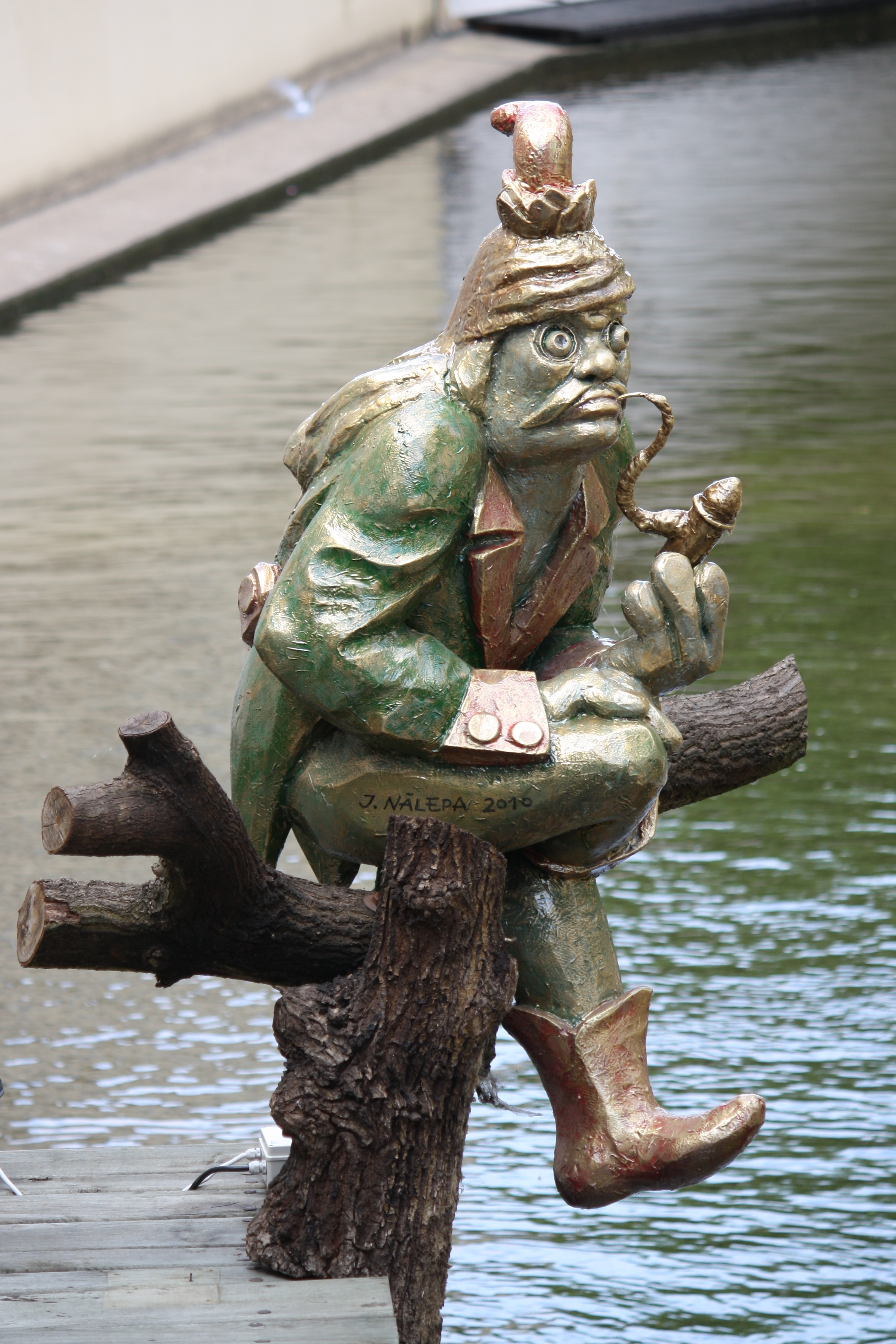
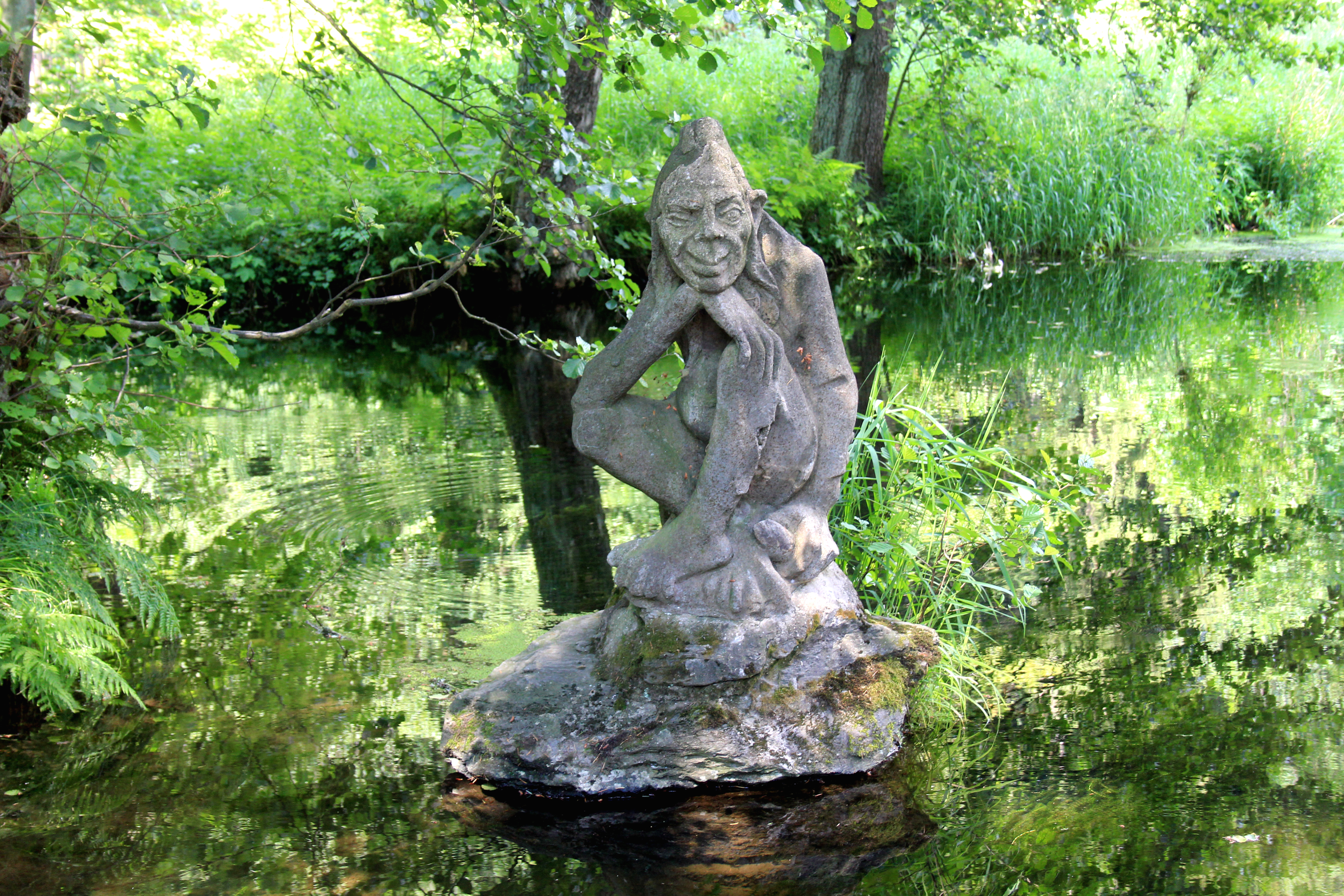
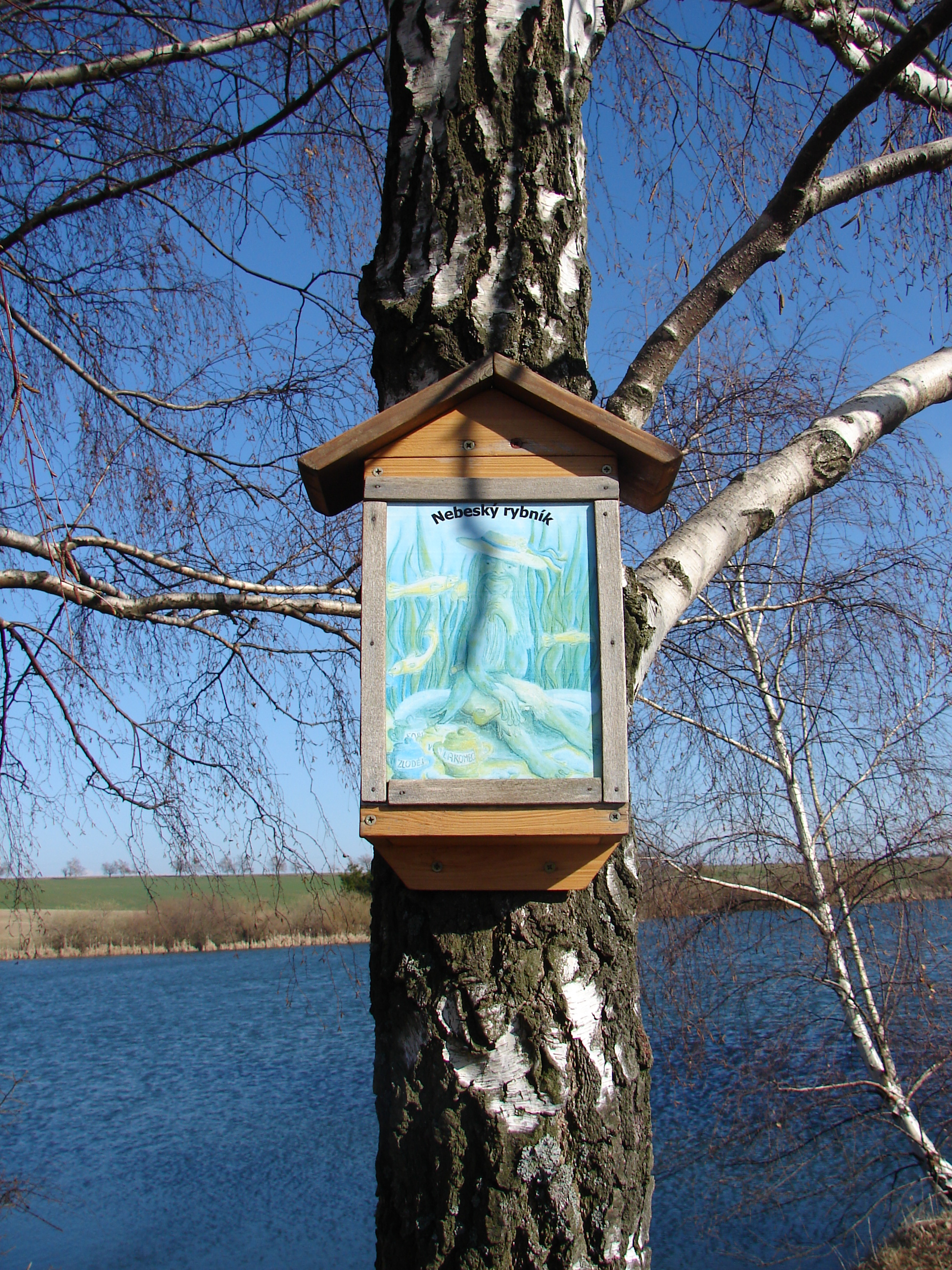
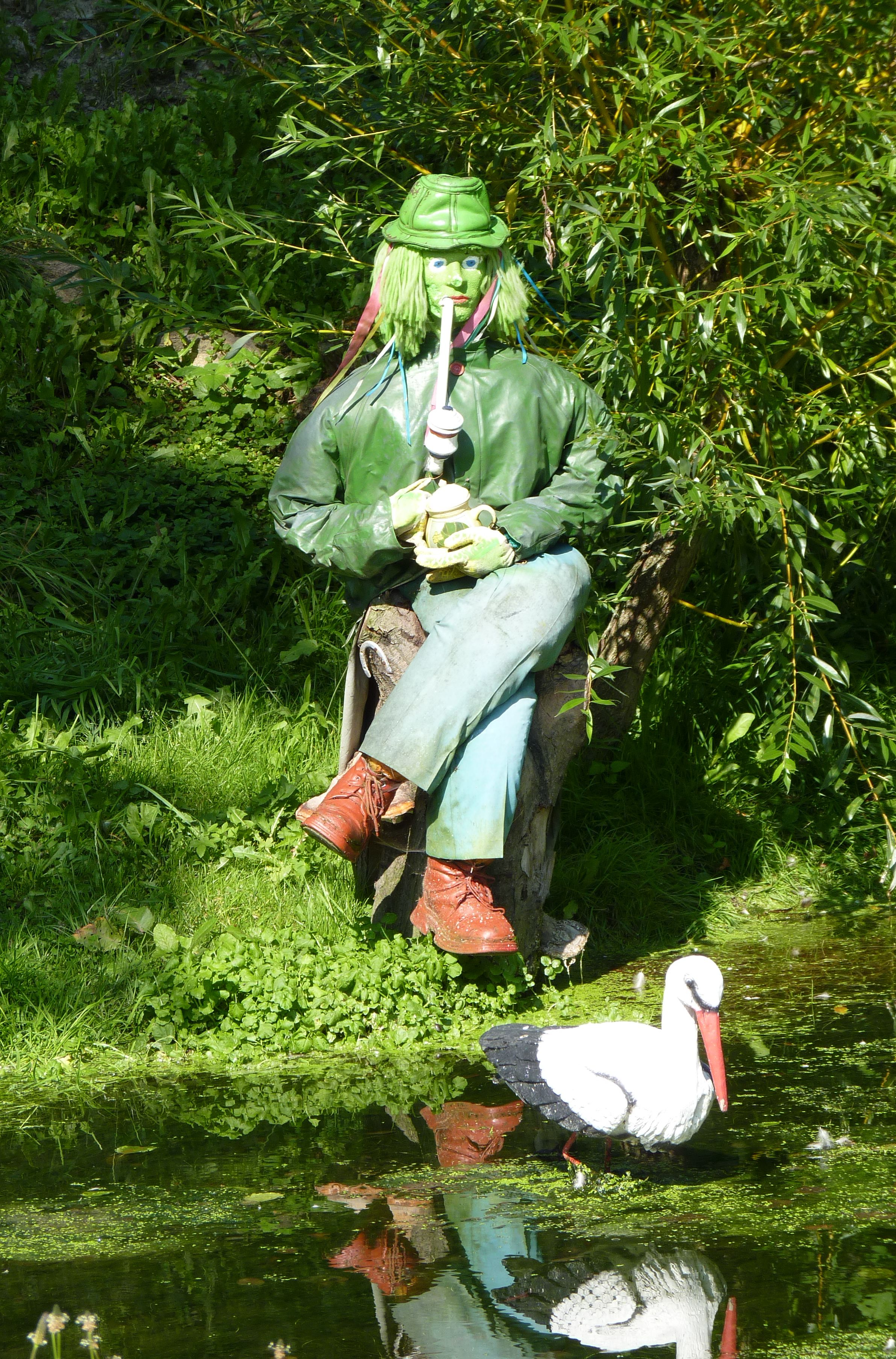